# NGC 7679
NGC 7679 је спирална галаксија у сазвежђу Рибе која се налази на NGC листи објеката дубоког неба.
Деклинација објекта је + 3° 30' 39" а ректасцензија 23h 28m 46,5s. Привидна величина (магнитуда) објекта NGC 7679 износи 12,5 а фотографска магнитуда 13,5. NGC 7679 је још познат и под ознакама UGC 12618, MCG 0-59-46, MK 534, IRAS 23262+0314, CGCG 380-61, VV 329, ARP 216, KUG 2326+032, PGC 71554.